# Scorpaena cardinalis
Scorpaena cardinalis är en fiskart som beskrevs av Daniel Solander och Richardson 1842. Scorpaena cardinalis ingår i släktet Scorpaena och familjen Scorpaenidae. Inga underarter finns listade i Catalogue of Life.